# Valle Central de California
El Valle Central de California (Central Valley, en inglés) es un gran llano que abarca la porción central del estado de California, en los Estados Unidos. En él se localiza la mayoría de las producciones agroindustriales del estado. Se extiende por cerca de 600 km en su tramo norte-sur; la parte norte se conoce como el Valle de Sacramento y la parte sur como el Valle de San Joaquín. Las dos partes se unen en el delta de los ríos Sacramento y San Joaquín.

## Flora
La especie dominante en el valle era la Nassella pulchra mezclada con otras especies, pero actualmente sólo el 3% del pasto en el valle es original e intacta. Las flores de los pastizales incluyen a la California poppy (Eschscholzia californica), lupins, y al (Castilleja exserta) los caules aún se pueden encontrar, especialmente en el Antelope Valley en las tehachapi hills. Los árboles de las vegas incluyen al (Platanus racemosa),  (Acer negundo),  (Populus fremontii),  y al endémico roble del Valle (Quercus lobata).

## Fauna
El Valle Central fue hogar de grandes poblaciones de antílope (Antilocarpa americano), (Cervus elaphus nannodes), (Odocoileus hemionus), ratones, conejos entre otros animales. Los humedales del Valle fueron un importante hábitat para aves acuáticas y migratorias de todo tipo. Otras especies que podemos encontrar son la (Masticophis flagellum,  (Thamnophis couchii), etc. También son comunes las especies invertebradas endémicas.